# تپه کرماک پائین
تپه کرماک پائین مربوط به عصر آهن - دوره اشکانیان است و در شهرستان رودبار، بخش عمارلو، روستای کرماک پائین واقع شده و این اثر در تاریخ ۱۴ مرداد ۱۳۸۲ با شمارهٔ ثبت ۹۳۸۴ به‌عنوان یکی از آثار ملی ایران به ثبت رسیده است.